# Kwaczany
Kwaczany (słow. Kvačany, węg. Kvacsan) – wieś (obec) w północnej Słowacji, w powiecie Liptowski Mikułasz, w kraju żylińskim.

## Położenie
Wieś znajduje się w historyczno-etnograficznym regionie Liptów. Położona jest w północnej części Kotliny Liptowskiej, u wylotu Doliny Kwaczańskiej. Przez miejscowość przepływa potok Kwaczanka, po północnej stronie wznosi się należący do Tatr Ostry Wierch Kwaczański (1126 m), zaś po północno-zachodniej Hradkowa (1206 m) należące do Gór Choczańskich, Dolina Kwaczańska bowiem oddziela te dwa pasma górskie.

## Historia
Początki miejscowości sięgają XIII wieku, kiedy to została wydzielona jako odrębna wieś z Liptowskiej Sielnicy. Pierwsza pisemna wzmianka o miejscowości pochodzi z 1286 roku. W czasie II wojny światowej została podczas słowackiego powstania narodowego spalona. Przetrwał tylko kościół pochodzący z początków XIV wieku. Wybudowany został w stylu renesansowym, ale później zmodernizowany w stylu barokowym. Wnętrze kościoła zdobią gotyckie freski z XIV w..

## Turystyka
Kwaczany są główną bazą wypadową do zwiedzania Doliny Kwaczańskiej, która jest jednym z najczęściej odwiedzanych przez turystów miejsc w Górach Choczańskich. U wylotu tej doliny w Kwaczanach znajduje się płatny parking, wiaty, bufet i skrzyżowanie szlaków turystycznych:
 czerwony: Kwaczany – Dolina Kwaczańska – Dolina Huciańska – Huty – Wyżnia Huciańska Przełęcz
 żółty: Kwaczany – Dolina Prosiecka (podnóżami Prosiecznego)